# Etrigan the Demon
Etrigan, alias The Demon, is een fictieve superheld van DC Comics. Hij werd bedacht door Jack Kirby.
Etrigan is een demon die, ondanks zijn gewelddadige neigingen en zijn afkomst, vooral aan de kant van de helden vecht. Hij lijkt op een gespierde man met een gele/oranje huid, hoorns, rode ogen en oren die op vleermuisvleugels lijken. Etrigan kent ook een menselijke vorm genaamd Jason Blood.

## Publicatiegeschiedenis
Jack Kirby bedacht Etrigan in 1972 toen zijn Fourth World series werden stopgezet.
Hoewel de twee stripseries waar het personage de hoofdrol in had niet lang liepen, bleef hij wel een populair personage voor gastrollen in andere stripseries.
- The Demon, 16 delen, 1972-74
- The Demon, in Detective Comics #482-485, 1979
- The Demon, 4-delige mini-serie, 1987
- The Demon, in Action Comics Weekly #636-641, 1989
- The Demon, 59 issues + 2 Annuals, 1990-1995
- The Demon: Driven Out, 6-delige mini-serie, 2003/2004
- Blood of the Demon, 17 delen, 2005-2006
- Etrigan verscheen ook in een deel van de DC strip G.I. Combat.

## Biografie
Etrigans verleden begint in de middeleeuwen, in de tijd van Koning Arthur. Hij werd opgeroepen door de tovenaar Merlijn in een laatste poging Camelot te verdedigen tegen de heks Morgana le Fay. Ondanks Etrigans tussenkomst kon het koninkrijk niet worden gered. Merlijn ontdekte dat Morgana's overwinning deels te wijten was aan het feit dat ze hulp kreeg van Jason Blood. Als straf bond Merlijn Etrigan aan Jason. Derhalve werd Jason onsterfelijk, maar was voorgoed aan Etrigan gebonden.
Eeuwen later ontdekte Jason in de crypte van Merlijn een tekst waarmee hij zichzelf in Etrigan kon veranderen en terug. Hij werd gevolgd door de onsterfelijke Morgaine, die ook Merlijns geheimen wilde. Dit leidde tot de eerste strijd tussen de twee.
Nu hij heen en weer kon veranderen in Etrigan begon Jason Morgana's plannen te verhinderen, hierbij vaak geholpen door andere helden.

## Gedicht
Jason kan met het volgende gedicht veranderen in Etrigan:

Yarva Demonicus Etrigan.
Change, change the form of man.
Free the prince forever damned.
Free the might from fleshy mire.
Boil the blood in heart of fire.
Gone, gone the form of man,
Rise the demon Etrigan!

Normaal gesproken zijn alleen de laatste twee zinnen al genoeg voor de verandering.
Om terug te veranderen gebruikt Etrigan de zin "Gone, gone, O Etrigan! / Resume once more the form of man!". Deze zinnen kennen vaak variaties zoals "Begone, begone, O Etrigan!" and "Rise again... (of once more);

## Krachten en vaardigheden

### Etrigan
Etrigan telt als een van de sterkste onder de demonen. Hij heeft bovenmenselijke fysieke eigenschappen zoals spierkracht en snelheid (allemaal magisch versterkt). Hij is onsterfelijk, heeft een hoge mate van weerstand tegen verwondingen en kan als hij wel gewond raakt snel genezen. Hij kan zelf magie gebruiken. Zijn voornaamste wapen is hellevuur. Andere krachten zijn magisch versterkte klauwen, zintuigen, wenbaarheid, telepathie en helderziendheid.

### Jason Blood
Jason Blood, Etrigans gastlichaam, is een ervaren vechter. Hij is bedreven in zwaardvechten, en in gebruik van magie.

### Beperkingen
Etrigan heeft alle beperkingen die doorgaans worden geassocieerd met demonen. Hij kan worden verzwakt met ijzer. Zijn magie is sterk, maar minder dan die van zijn vader, Belial, en halfbroer Merlijn.

## In andere media
- Jason Blood/Etrigan had een gastoptreden in The New Batman Adventures, waarin Billy Zane zijn stem deed.
- Etrigan had ook een gastoptreden in de serie Justice League, ditmaal met de stem van Michael T. Weiss. In deze serie werd zijn uiterlijk aangepast ten opzichte van zijn optreden in “The New Batman Adventures”. Dit om hem meer op zijn stripversie te laten lijken.
- Dezelfde versie van Etrigan was een van de vele extra helden uit de serie Justice League Unlimited.